# Franky

Mapa dnešních tří správních celků Frank v rámci Bavorska

Svatá říše římská kolem roku 1000, administrativní rozdělení

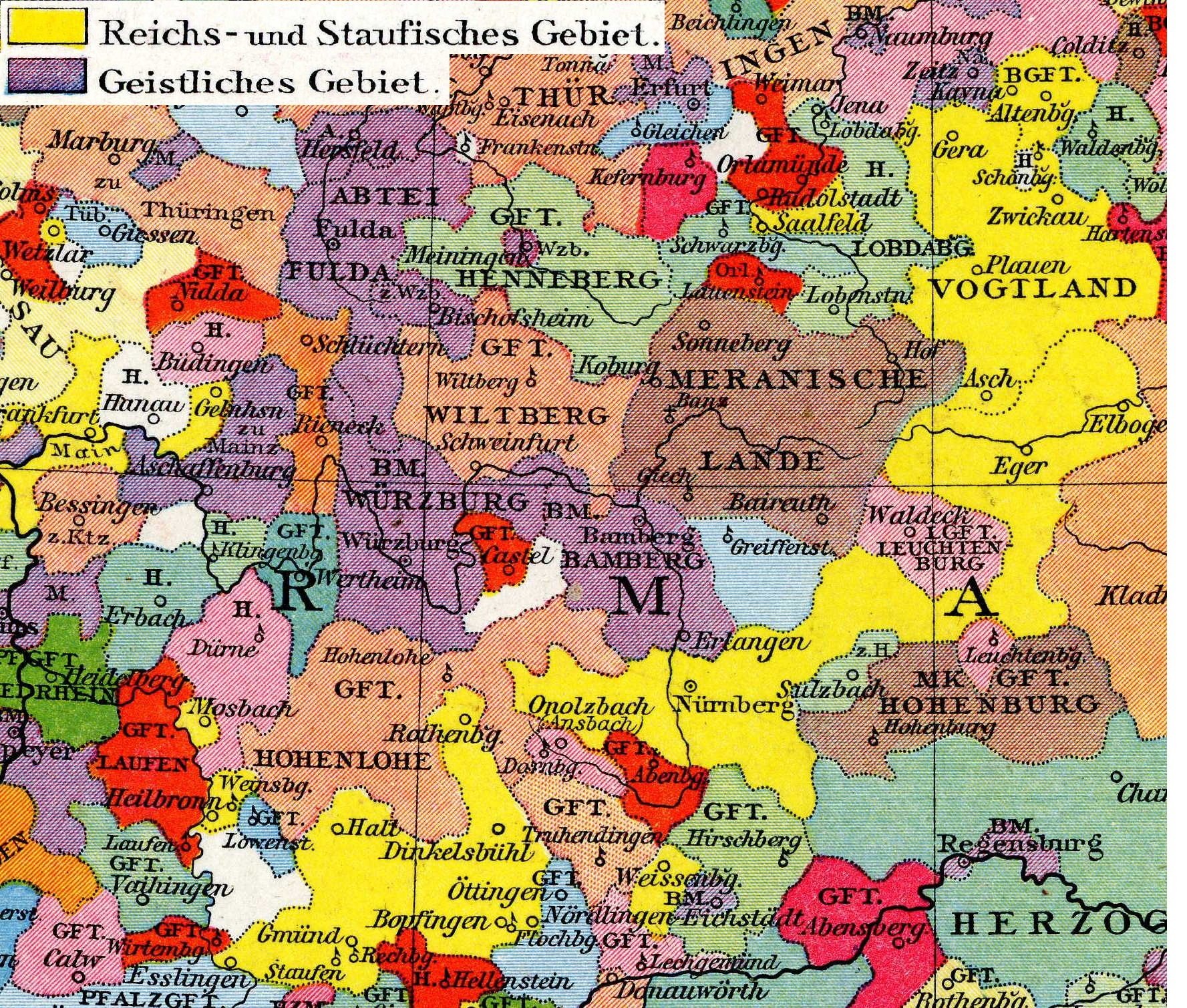
Mapa znázorňující územní rozdrobenost Frank, 12. století

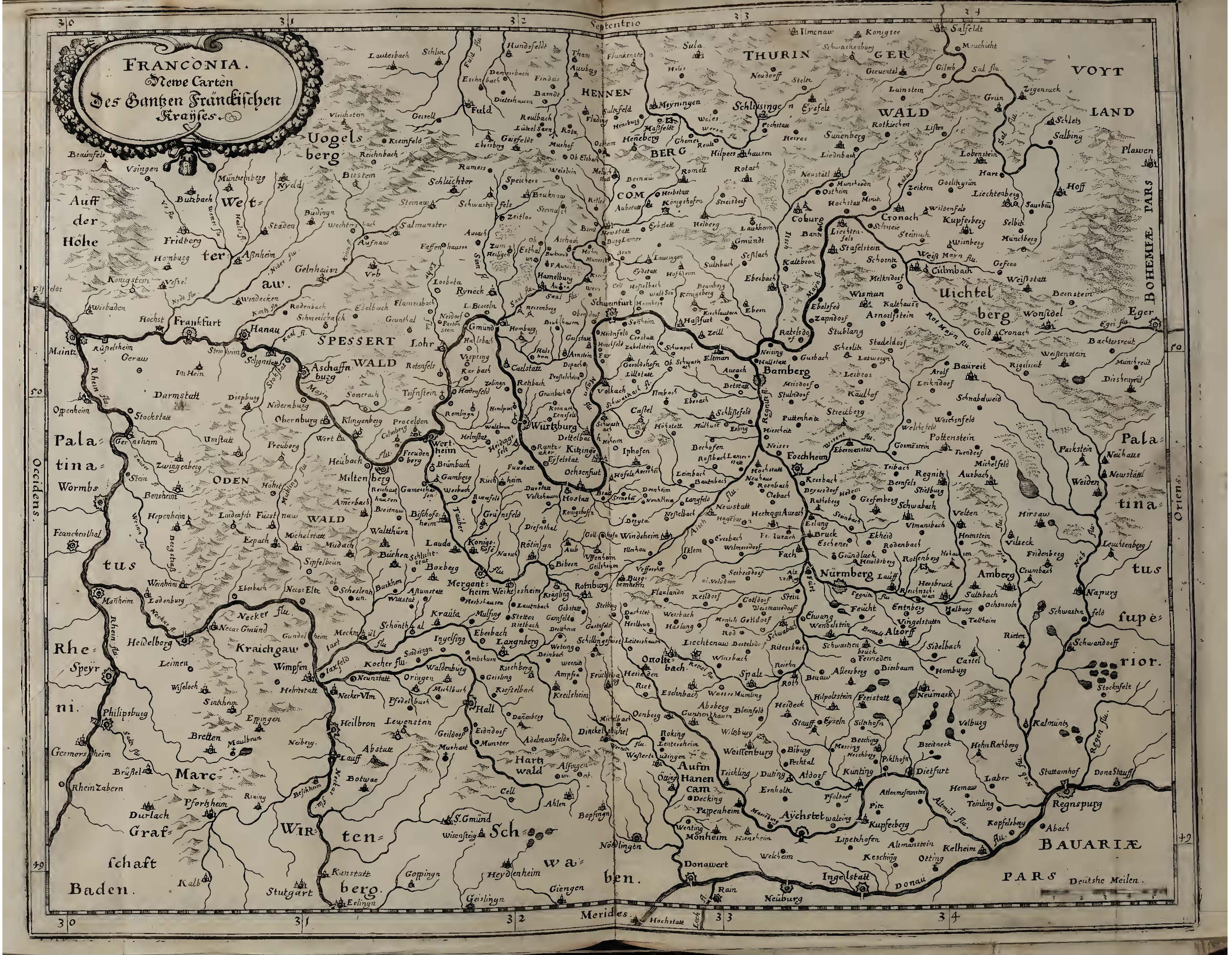
Mapa Franconie z Topographia Franconiæ od Martina Zeillera podle původní rytiny od Matthaeus Meriana, rok 1648

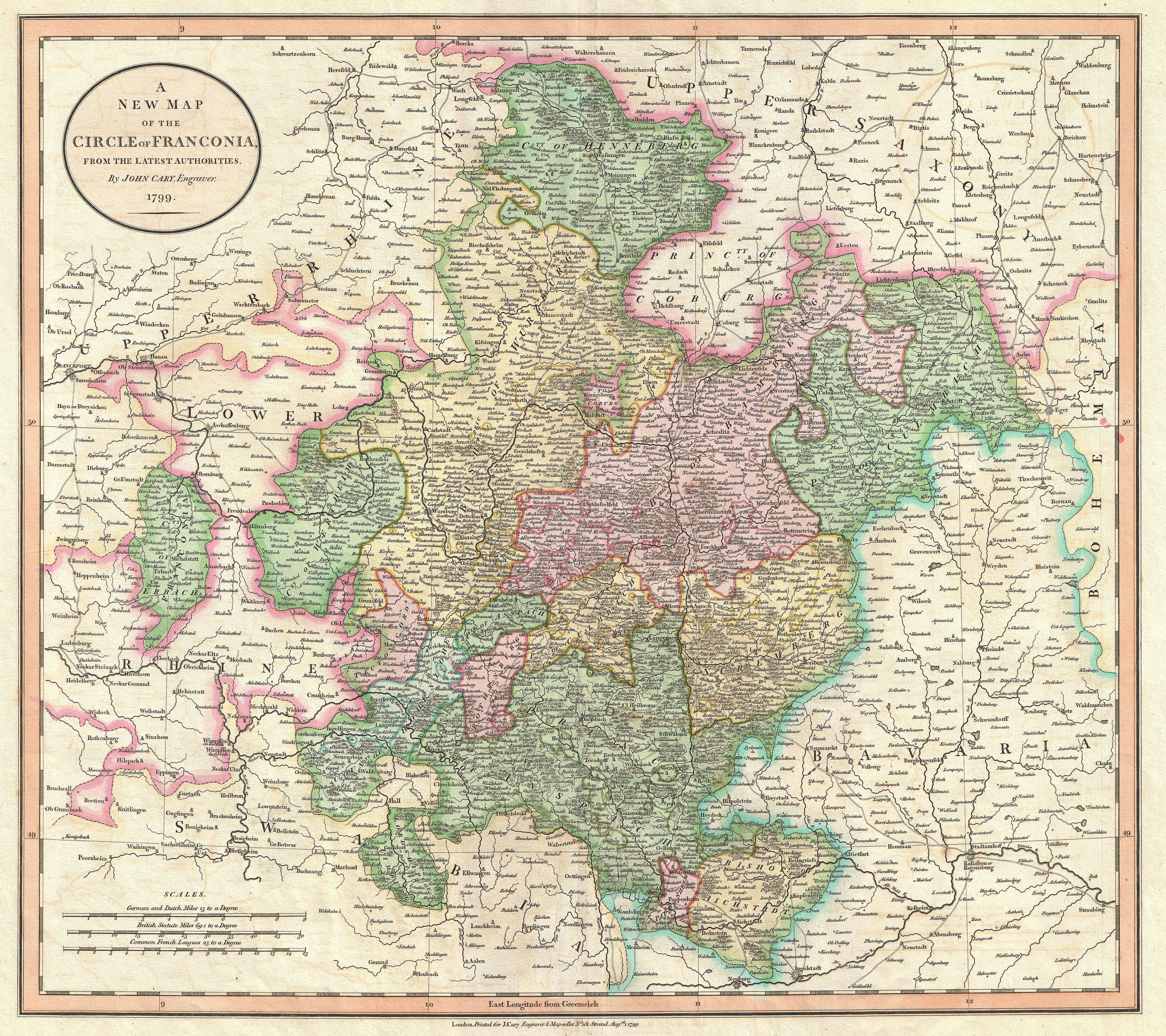
Franconia, rok 1799, soubor map Johna Caryho

Franky (německy Franken, latinsky Franconia) jsou historické a jazykové území v Německu, nacházející se v povodí řeky Mohanu a dříve také středního Rýna. Toto území dnes patří z velké části ke spolkové zemi Bavorsko, jejíž součástí je ve formě tří správních celků: Dolní Franky, Horní Franky a Střední Franky. Menší část historických Frank se nachází na území spolkových zemí Bádensko-Württembersko, Hesensko a Durynsko. Největšími městy ve Francích jsou Norimberk a Würzburg. Na území Frank se dnes mluví (východo) franckými dialekty němčiny a žije zde přibližně 5 milionů lidí.

## Etymologie
Název je odvozen od členů germánského kmene Franků, kteří expandovali na toto území. Latinský název tuto oblast označoval jako Francia orientalis, tedy Východní Franky, ale označení se v průběhu historie vztahovalo jak na tradiční nejvýchodnější území obývané Franky, tak i na celou východní část Franské říše. Po jejím rozpadu roku 843 a později i zániku Východofranské říše se název stále častěji vztahoval na původní kmenová území východních Franků. Se vznikem Německého království zde již od posledních Karlovců existovalo kmenové Francké vévodství, čili ducatus Franconiae. Po jeho brzkém zániku již v 10. století za vlády Otonů se středověký název Franconia (Fransko, Franky) postupně prosazoval pouze na oblast historického území východních Franků, tedy pro dnes stejnojmenný německý region, od 11. či 12. století se název užíval již trvale.

## Geografie
Převážná část regionu Franky se nachází v severním a severozápadním Bavorsku, dílem pak v severovýchodní části spolkové země Bádensko-Württembersko, v Hesensku v oblasti Fuldy a v jihovýchodním Durynsku. Východní část Horních Frank bývala historicky součástí markrabství Nordgau, převážně náležící k Bavorsku.
Centrem regionu je horní povodí řeky Mohan a jeho přítoku Regnitz. Geograficky území náleží k jižní části rozsáhlé Středoněmecké vysočiny. Přirozenou severozápadní hranicí, která Franky odděluje od Hesenska, tvoří pohoří Spessart a čedičová plošina Rhön, na severovýchodě pak Durynský les, Frankenwald a Smrčiny na hranicích s Českem. Jihovýchodní hranicí je pohoří Franské Alby a stáčí se pak k severozápadu kolem povodí řeky Altmühl až k toku řeky Tauber.
Především Horní Franky jsou bohaté na lesní porost, krajina je převážně členitá. Také je zde hustá síť historických památek, například je zde až na 200 hradů. V této části Frank v oblasti víry převažuje evangelické vyznání, což bylo dáno historickým spojením s protestantskou vrchností. Místní lid je známým milovníkem piva. Pivovarů je v zemi také na 200 a tato oblast je uznávanou baštou ve výrobě zlatavého moku.
Oproti tomu jsou Dolní Franky vinařskou oblastí a s převážně katolickou tradicí, což bylo zapříčiněno svrchovaností knížete-biskupa z Würzburského biskupství a Mohučského kurfiřta, kterým nebyl nikdo jiný než mohučský arcibiskup. Střední Franky mají smíšený podíl od obou oblastí.

## Obyvatelstvo
Převážná část obyvatel se hlásí k franckému etniku hovořící hornoněmeckým nářečím východofranštiny, které má však několik dalších dialektů. Obyvatel Horních, Dolních a Středních Frank je přes 4 miliony (2018), avšak mimo Bavorsko jich žije odhadem dalších několik stovek tisíc. V rámci Bavorska, Durynska a Bádenska-Württemberska žijí přibližně na 30 000 km2 (v samotném Bavorsku je to 23 000 km2), což činí odhadem 150 obyvatel na 1 km2. Mezi největší města patří Norimberk, Würzburg, Fürth a Erlangen v Bavorsku, v Bádensku-Württembersku je to Heilbronn se 117 tisíci obyvateli.
| město         | počet obyvatel (2018) |
| ------------- | --------------------- |
| Norimberk     | 518 365               |
| Würzburg      | 127 880               |
| Fürth         | 127 748               |
| Erlangen      | 111 962               |
| Bamberk       | 77 592                |
| Bayreuth      | 74 657                |
| Aschaffenburg | 70 527                |
| Schweinfurt   | 54 032                |
| Hof           | 45 930                |
| Coburg        | 41 249                |

V současném politickém životě je velký příklon obyvatelstva Frank ke křesťansko-konzervativní straně CSU, která si ve všech třech franských regionech drží několik desetiletí neochvějné volební prvenství.

## Historie
Prvním doloženým národem na území Frank jsou keltské kmeny v období Mladší doby železné. Tyto byly postupně vytlačeny germánskými kmeny Chattů a Durynků, ovšem v první třetině 6. století Durynky porazili Frankové, kteří si však již na přelomu 5. a 6. století podrobili kmen Chattů. Tento germánský kmen se nacházel mezi územím Sasů a Alamanů v rozmezí mezi řekami Wesera a Rýn, ovšem tuto oblast obývali společně s několika dalšími kmeny, které náležely k uskupení Franků. Centrum chattuaského osídlení bylo kolem Fuldy. Integrováním ripuánskými Franky dalo za vznik nově hesenským Frankům. Někteří historici uvádí, že to mohlo být i dříve, neboť samotní Chattové se cítili být součástí franského kmenového svazu. Toto nejvýchodněji osídlené území Franky se později stalo základem Franckého vévodství. Území původně osídlené kmenem Chattů se později vyčlenilo jako historické území Hesenska, zbývající část jako Franky.
Přestože se hesenští Frankové cítili součástí franského národa a jejich svobodní rolníci postupně osídlovali území směrem k východu, zůstávali u svého tradičního pohanského náboženství. Bylo to dáno i tím, že centrální merovejská moc byla rozdrobená a slabá. To se změnilo s oslabením moci durynských vévodů a jejich území ovládl kolem roku 700 hesenský vládce Heden(e), jehož sídlo se nacházelo ve Würzburgu. Ten se zasadil o přijetí a rozšíření křesťanství na svém území a požádal Svatého Willibroda o misijní činnost, který mu vysláním několika mnichů vyhověl. Hedene byl někdy mezi roky 717 až 719 zavražděn, ale roku 721 mezi Hesy zavítal Svatý Bonifác, který se postaral o trvalé zakořenění křesťanské víry a vymýcení pohanství. Silnou oporu měl tento misionář i ve franském majordomu Karlu Martelovi. Na území dnešního centrálního Hesenska založil klášter Amöneburg, roku 744 se zasadil o založení ještě významnějšího kláštera Fuldy.
Od 9. století se zde začalo formovat kmenové vévodství Franků, později se střediskem ve Forchheimu, který na počátku 9. století společně s Bamberkem sloužil jako hraniční pevnosti proti slovanskému živlu, jehož osídlení tou dobou dosahovalo až k toku řeky Regnitz. Na počátku 10. století posílili svůj vliv Konrádovci na úkor konkurenčního rodu staršího rodu Babenberků, někdy zvaného Popponi. Po vymření Karlovců roku 911 se prvním voleným německým králem stal právě Konrádovec Konrád I. Mladší († 918), ale jeho vláda byla plna sporů s ostatními vévody. Na místě franského vévody ho vystřídal jeho bratr Eberhard, který se však vzbouřil proti Otovi I., což ho roku 939 stálo život a Franky se dostaly do přímé správy německé koruny a jako kmenové vévodství zanikly. Vévodství se rozpadlo na menší mocenské celky.
Historicky existovalo však několik pokusů o obnovení staré moci tohoto vévodství, nebo k udělení titulu franského vévody. Stalo se tak roku 1116, kdy tento titul obdržel Konrád Štaufský (pozdější král Konráda III. Štaufský) nebo roku 1168 při udělení Franckého vévodství císařem Fridrichem I. Würzburskému biskupství. Avšak od 13. století zde pokračoval rozmach samostatnosti německých šlechtických rodů a další rozparcelování původního vévodství (Hohenzollernové, Hohenlohové, Pappenheimové, Schwarzenbergové a jiní), taktéž církevních celků, případně se území zmocnili sousední vládci jiných německých panství (Hesenské lankrabství). Právě Hohenzollernové, kteří si roku 1427 koupili významný titul norimberských purkrabí, se neúspěšně pokusili o obnovu dřívější hegemonie Frank. Roku 1498 vznikl tzv. Francký kraj, který až do roku 1806 sdružoval světské i církevní vládce na tomto území a stalo se tak z administrativního příkazu císaře Maxmiliána I. Avšak samostatnost tohoto uskupení skončila usnesením Vídeňského kongresu v letech 1814–1815, kdy připadla většina franského území Bavorsku. Teprve roku 1837 se uskutečnilo administrativní členění do dnešní podoby a obyvatelé bývalého Franského kraje získali jistou administrativní svéprávnost.

## Významní rodáci
- Václav IV. (1361–1419), český a římsko-německý král
- Zikmund Lucemburský (1368–1437) císař Svaté říše římské, český, uherský a římsko-německý král
- Martin Behaim (1459–1507), kartograf, cestovatel (podle některých pramenů se narodil v Českém Krumlově)
- Albrecht Dürer (1471–1528), malíř a grafik
- Lucas Cranach starší (1472–1553), malíř a rytec
- Matthias Grünewald (1470/1480–1528) malíř
- Hans Sachs (1494–1576), básník a dramatik
- Christopher Clavius (1538–1612), jezuitský matematik a astronom
- Johann Rudolf Glauber (1604–1670), alchymista, chemik a lékárník
- Jean Paul (1763–1825), spisovatel
- Johann Wolfgang Döbereiner (1780–1849), chemik
- Georg Simon Ohm (1789–1854), fyzik
- Levi Strauss (1829–1902), zakladatel výroby džín
- Karl Fichtel (1863–1911), podnikatel a průmyslník
- Alois Alzheimer (1864–1915), psychiatr a neuropatolog
- Emmy Noetherová (1882–1935), matematička
- Werner Heisenberg (1901–1976), teoretický fyzik, matematik a filozof
- Hans Scholl (1918–1943) a Sophie Schollová (1921–1943), sourozenci, členové nenásilného protinacistického odboje, za svoji činnost odsouzeni k smrti
- Henry Kissinger (* 1923), americký historik, diplomat a politik, 1973–1977 ministr zahraničních věcí Spojených států amerických

## Galerie

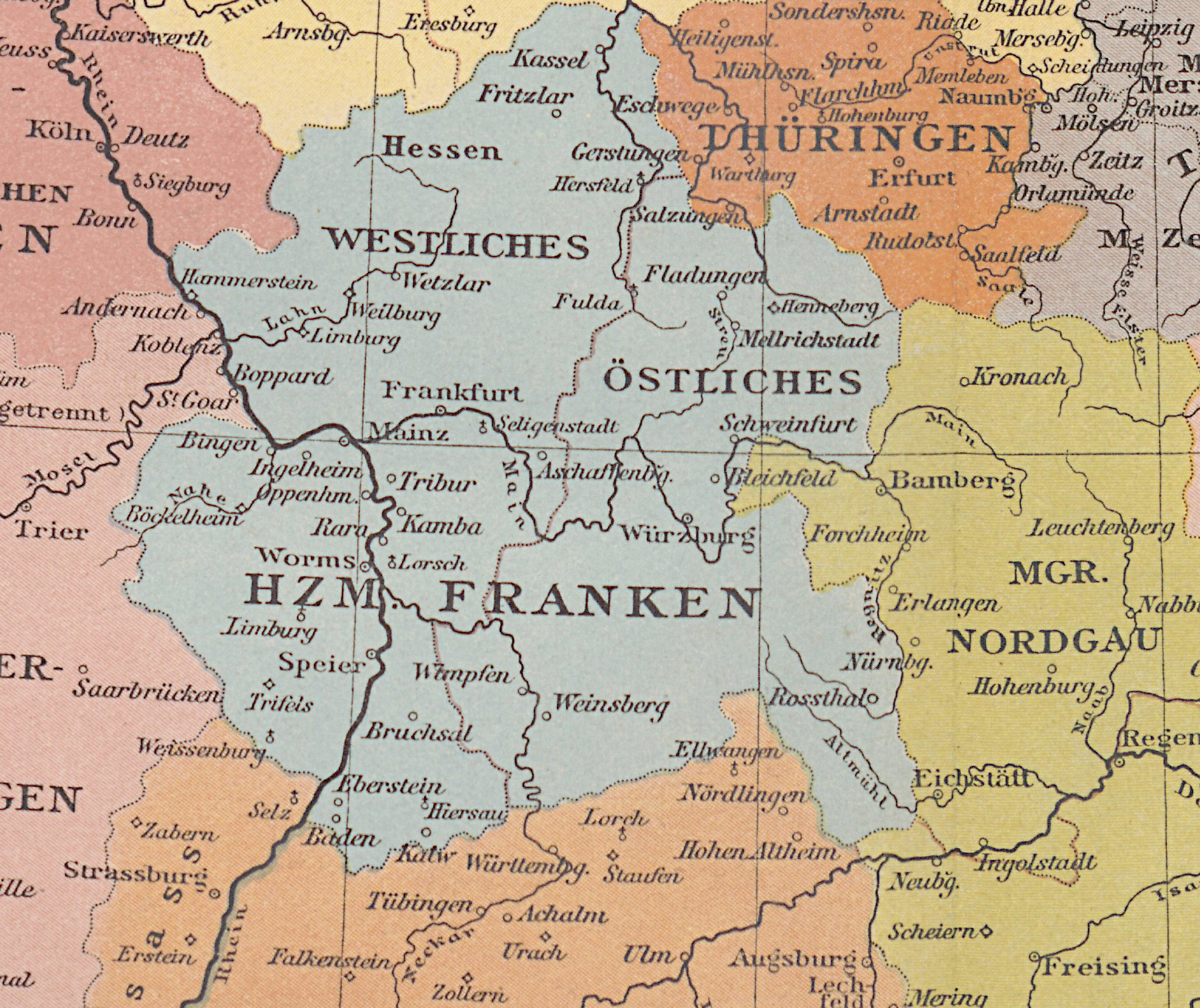
Mapa vévodství Franky okolo roku 800
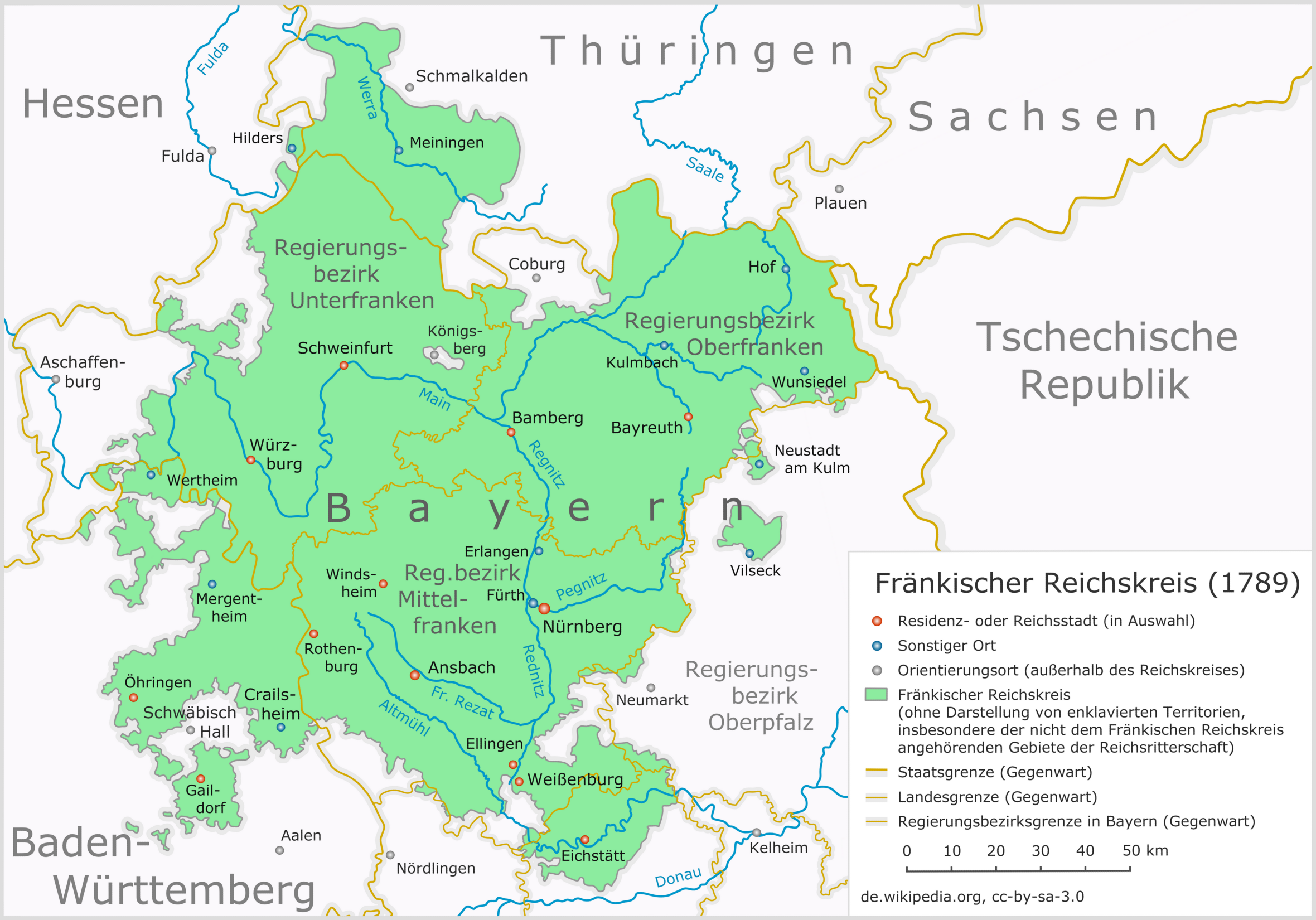
Mapa říšského okresu Franky v roce 1789
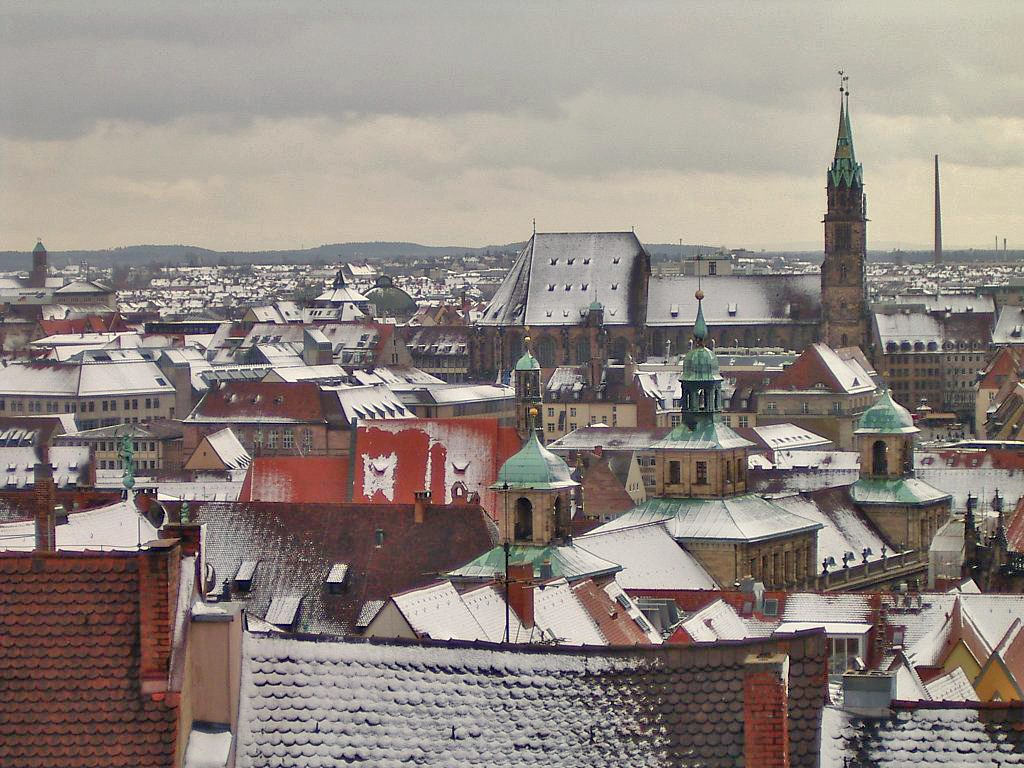
Norimberk
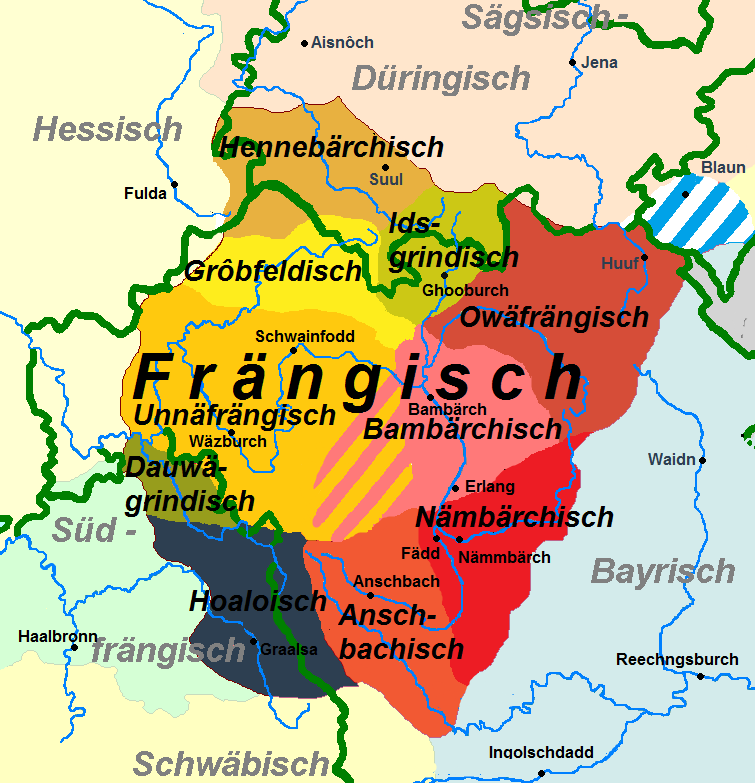
Rozdělení (východo)franckých dialektů
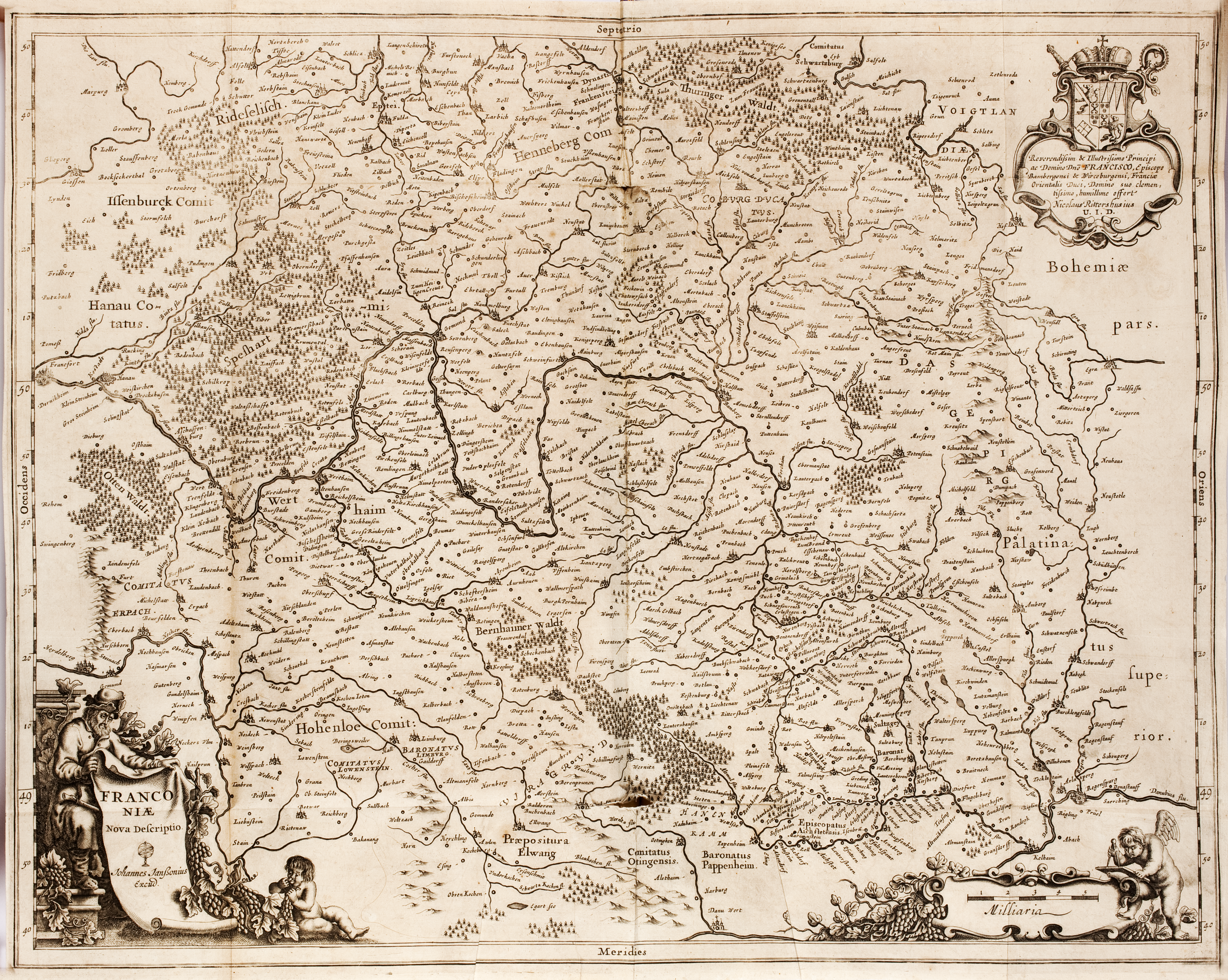
Mapa Frank 1642
Franky v rámci Bavorska, rok 1880